# 煤气灯下
《煤气灯下》（英語：Gaslight），是1944年上映的一部关于爱情、阴谋、悬疑的美国经典电影，由喬治·庫克執導。瑞典国宝级影后英格丽·褒曼由此首夺奥斯卡最佳女主角奖。

## 影片特色
影片的情节紧张，悬念迭起，令人紧张得透不过气来。英格丽·褒曼、查尔斯·鮑埃等演员的表演都入木三分，惟妙惟肖。美工师绝妙的布景将人带到维多利亚时代，令人身临其境。褒曼精湛的表达了一个在爱情的假相下，被逐步谋害的牺牲者，1944年，褒曼凭借《煤气灯下》获得了她演艺生涯裡的第一个奥斯卡金像奖。

## 故事简介
美丽的少女宝拉继承了姑妈艾丽丝的大笔遗产，并与潇洒、体贴青年格里高利·安东结了婚。婚后家里发生了许多怪事，使宝拉感到害怕，尤其是每到夜晚，房中的煤气灯忽明忽暗，房顶上同时伴有奇怪的声响。宝拉感到很恐惧，但安东却说是她精神上有毛病，青年侦探伯林为弄清真相，来到宝拉的家中，他发现使宝拉恐惧的真正原因。

## 获獎情况
本片获得“最佳黑白片美工置景”金像奖，女主角英格丽·褒曼荣获第17屆奥斯卡最佳女主角奖。